# Autodesk 3ds Max
Autodesk 3ds Max (ранее 3D Studio и 3D Studio MAX) — профессиональное программное обеспечение для 3D-моделирования, анимации и визуализации при создании игр и проектировании. В настоящее время разрабатывается и издается компанией Autodesk.
Программа доступна по подписке от одного месяца до трёх лет для коммерческих целей. Для студентов и преподавателей подписка на один год бесплатная, но с такой лицензией программу можно использовать только для обучения.

## История пакета
Первая версия пакета под названием 3D Studio DOS была выпущена в 1990 году. Тогда разработками пакета занималась независимая студия Yost Group, созданная программистом Гари Йостом. Autodesk на первых порах занимался только изданием пакета. Существуют сведения, что Гари Йост покинул прежнее место работы после переговоров с Эриком Лайонсом (Eric Lyons), в то время директором по новым проектам Autodesk.
Первые четыре релиза носили наименование 3D Studio DOS (1990—1994 годы). Затем пакет был переписан заново под Windows NT и переименован в 3D Studio MAX (1996—1999 годы). В 2000—2004 годах пакет выпускался под маркой Discreet 3dsmax, а с 2005 года — Autodesk 3ds Max.
| Версия                | Год  | Имя                 | Операционная система                           | Платформа      |
| --------------------- | ---- | ------------------- | ---------------------------------------------- | -------------- |
| 3D Studio             | 1990 | THUD                | MS-DOS                                         | 16-bit x86     |
| 3D Studio 2           | 1992 |                     | MS-DOS                                         | 16-bit x86     |
| 3D Studio 3           | 1993 |                     | MS-DOS                                         | 16-bit x86     |
| 3D Studio 4           | 1994 |                     | MS-DOS                                         | 16-bit x86     |
| 3D Studio MAX 1.0     | 1996 | Jaguar              | Windows NT 3.51 и Windows NT 4.0               | IA-32          |
| 3D Studio MAX R2      | 1997 | Athena              | Windows NT 4.0 и Windows 95                    | IA-32          |
| 3D Studio MAX R3      | 1999 | Shiva               | Windows NT 4.0 и Windows 95                    | IA-32          |
| Discreet 3dsmax 4     | 2000 | Magma               | Windows 98, Windows ME и Windows 2000          | IA-32          |
| Discreet 3dsmax 5     | 2002 | Luna                | Windows 2000 и Windows XP                      | IA-32          |
| Discreet 3dsmax 6     | 2003 | Granite             | Windows 2000 и Windows XP                      | IA-32          |
| Discreet 3dsmax 7     | 2004 | Catalyst            | Windows 2000 и Windows XP                      | IA-32          |
| Autodesk 3ds Max 8    | 2005 | Vesper              | Windows 2000 и Windows XP                      | IA-32          |
| Autodesk 3ds Max 9    | 2006 | Makalu              | Windows 2000 и Windows XP                      | IA-32 и x86-64 |
| Autodesk 3ds Max 2008 | 2007 | Gouda               | Windows XP и Windows Vista                     | IA-32 и x86-64 |
| Autodesk 3ds Max 2009 | 2008 | Johnson             | Windows XP и Windows Vista                     | IA-32 и x86-64 |
| Autodesk 3ds Max 2010 | 2009 | Renoir              | Windows XP и Windows Vista                     | IA-32 и x86-64 |
| Autodesk 3ds Max 2011 | 2010 | Zelda               | Windows XP, Windows Vista и Windows 7          | IA-32 и x86-64 |
| Autodesk 3ds Max 2012 | 2011 | Excalibur / Rampage | Windows XP, Windows Vista и Windows 7          | IA-32 и x86-64 |
| Autodesk 3ds Max 2013 | 2012 | Zelda               | Windows XP и Windows 7                         | IA-32 и x86-64 |
| Autodesk 3ds Max 2014 | 2013 | Tekken              | Windows 7                                      | x86-64         |
| Autodesk 3ds Max 2015 | 2014 | Elwood              | Windows 7 и Windows 8                          | x86-64         |
| Autodesk 3ds Max 2016 | 2015 | Phoenix             | Windows 7, Windows 8 и Windows 8.1             | x86-64         |
| Autodesk 3ds Max 2017 | 2016 | Kirin               | Windows 7, Windows 8, Windows 8.1 и Windows 10 | x86-64         |
| Autodesk 3ds Max 2018 | 2017 | Omega / Imoogi      | Windows 7, Windows 8, Windows 8.1 и Windows 10 | x86-64         |
| Autodesk 3ds Max 2019 | 2018 | Neptune             | Windows 7, Windows 8, Windows 8.1 и Windows 10 | x86-64         |
| Autodesk 3ds Max 2020 | 2019 | Athena              | Windows 7, Windows 8, Windows 8.1 и Windows 10 | x86-64         |
| Autodesk 3ds Max 2021 | 2020 | Theseus             | Windows 10 и Windows 11                        | x86-64         |
| Autodesk 3ds Max 2022 | 2021 | Heimdall            | Windows 10 и Windows 11                        | x86-64         |
| Autodesk 3ds Max 2023 | 2022 | Vesta               | Windows 10 и Windows 11                        | x86-64         |
| Autodesk 3ds Max 2024 | 2023 | Olympus             | Windows 10 и Windows 11                        | x86-64         |
| Autodesk 3ds Max 2025 | 2024 | Midgard             | Windows 10 и Windows 11                        | x86-64         |

## Моделирование

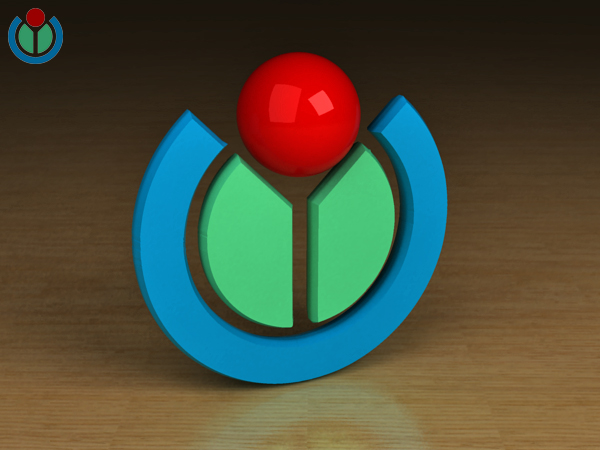
Логотип проекта Викимедиа, выполненный в 3ds Max

3ds Max располагает обширными средствами для создания разнообразных по форме и сложности трёхмерных компьютерных моделей, реальных или фантастических объектов окружающего мира, с использованием разнообразных техник и механизмов, включающих следующие:
- полигональное моделирование, в которое входят Editable mesh (редактируемая поверхность) и Editable poly (редактируемый полигон) — это самый распространённый метод моделирования, используется для создания сложных моделей и низкополигональных моделей для игр.

Моделирование сложных объектов с последующим преобразованием в Editable poly начинается с построения параметрического объекта «Box», поэтому способ моделирования общепринято называется «Box modeling»;
- моделирование на основе неоднородных рациональных B-сплайнов (NURBS) (следует отметить, что NURBS-моделирование в 3ds Max-е настолько примитивное, что никто этим методом практически не пользуется);
- моделирование на основе т. н. «сеток кусков» или поверхностей Безье (Editable patch) — подходит для моделирования тел вращения;
- моделирование с использованием встроенных библиотек стандартных параметрических объектов (примитивов) и модификаторов;
- моделирование на основе сплайнов (Spline) с последующим применением модификатора Surface — примитивный аналог NURBS, удобный, однако, для создания объектов со сложными перетекающими формами, которые трудно создать методами полигонального моделирования;
- моделирование на основе сплайнов с последующим применением модификаторов Extrude, Lathe, Bevel Profile или создания на основе сплайнов объектов Loft. Этот метод широко применяется для архитектурного моделирования.

Методы моделирования могут сочетаться друг с другом.
Моделирование на основе стандартных объектов, как правило, является основным методом моделирования и служит отправной точкой для создания объектов сложной структуры, что связано с использованием примитивов в сочетании друг с другом как элементарных частей составных объектов.
Стандартный объект «Чайник» (Teapot) входит в этот набор в силу исторических причин: он используется для тестов материалов и освещения в сцене, и, кроме того, давно стал своеобразным символом трёхмерной графики.

## Particle Systems
Particle Systems (Система частиц) — это совокупность малоразмерных объектов, управляемых по целому ряду параметров. Примерами ситуаций, в которых бывают необходимы системы частиц, могут служить сцены, где требуется смоделировать дождь, снег, дым, огонь, звёздное небо, струи фонтана, искры и т. п. Начиная с 8 версии имеется 7 основных источников частиц, демонстрирующих различное поведение:
- PF Source (Источник Particle Flow) — поток частиц, способных реагировать на запрограммированные во встроенной системе Particle Flow события. Такой поток частиц может имитировать что угодно — от брызг фонтана до дымового шлейфа реактивного двигателя ракеты;
- Spray (Брызги) — создаёт упрощённый вариант эффекта водяных брызг, наподобие капель дождя, и имеет несколько параметров для настройки формы частиц, их размера и характера падения;
- Super Spray (Супер брызги) — существенно усовершенствованная по сравнению со стандартной система брызг, имеющая множество параметров для определения характера рождения, движения и формы частиц. Частицам можно придавать форму различных объектов либо позволять соединяться между собой наподобие водяных капель;
- Snow (Снег) — создаёт простой эффект падающего снега и имеет много параметров для настройки формы частиц, их размера и характера падения;
- Blizzard (Метель) — существенно усовершенствованная версия частиц Snow (Снег). Частицам можно придавать форму различных объектов;
- PArray или Particle Array (Массив частиц) — подходит для моделирования частиц любого типа, а также для усовершенствованных эффектов имитации взрыва. Частицам можно придавать форму различных объектов;
- PCloud или Particle Cloud (Облако частиц) — создаёт статичное облако частиц и может применяться для имитации трёхмерных звёздных полей, косяка рыб или стаи птиц. Частицам можно придавать форму различных объектов;[7]

## Reactor
3ds Max включал механизм расчёта физики Reactor, разработанный компанией Havok. Reactor позволяет моделировать поведение твёрдых тел, мягких тел, ткани с учётом силы тяжести и других воздействий. Так же как и в других программах имитации динамики в reactor’е используются упрощённые выпуклые оболочки объектов, которые могут быть настроены на использование всех вершин объекта, ценою времени обработки. Начиная с версии 2012 (14) Reactor исключён из пакета. На смену ему пришёл модуль MassFX.

## Hair&Fur
Начиная с версии 7.5, в 3ds Max встроен модуль Hair&Fur (волосы и шерсть), позволяющий моделировать волосы, шерсть, траву, прутья и др.

## Визуализация
Визуализация является заключительным этапом работы над моделируемой сценой. Дело в том, что в подавляющем большинстве случаев работа со сценой производится в упрощенном виде: размер текстур маленький, тени и источники света, различные свойства материалов (например, отражения) отключены, сложная геометрия и различные эффекты не отображаются. Только после визуализации становятся видны все свойства материалов объектов и проявляются эффекты внешней среды, применённые в составе сцены. Для вывода конечного изображения на экран выбирают необходимый модуль визуализации (МВ), который с помощью математических алгоритмов произведет вычисление внешнего вида сцены со всеми требуемыми эффектами. При этом, время расчета может варьироваться от доли секунды до нескольких месяцев, в зависимости от сложности задачи. Большинство МВ являются отдельными программами, встраиваемыми как дополнение в 3ds Max. Для достижения наилучшего результата необходимо, чтобы единицы измерения сцены были выставлены правильно. Если модель имеет размеры, соответствующие реальности, то и освещение будет наиболее реалистичным.

### Список модулей визуализации
Scanline
Визуализатор по умолчанию в 3ds Max. Исходным методом визуализации в 3DSMax является сканирующий построчный алгоритм. Некоторые расширенные возможности были добавлены в Scanline спустя годы, такие как расчёт Global Illumination, Ray Tracing и Radiosity, однако большинство функций перешло к нему от других визуализаторов (например — RadioRay).
Art Render
Встроенное в 3ds Max средство рендеринга Autodesk Raytracer (ART) — это быстрый рендерер, основанный на процессоре, идеально подходящий для рендеринга и анимации архитектурного, товарного и промышленного дизайна. ART позволяет выполнять большие сложные сцены и использовать неограниченный рендеринг на нескольких компьютерах с помощью Backburner.
Arnold Renderer
Программное обеспечение начиная с версии 3ds Max 2018 представляет механизм рендеринга Arnold 5.0 как один из механизмов рендеринга по умолчанию, заменяя движок mental ray. Созданный компанией Solid Angle. Имеет свои материалы и освещение.
mental ray
mental ray является пригодной для производственного применения высококачественной системой визуализации, разработанной компанией Mental Images Архивная копия от 20 августа 2011 на Wayback Machine. mental ray встроен в последниe версии 3ds Max, это мощный инструмент визуализации, поддерживающий сегментную визуализацию (подобно механизму сопровождающей визуализации, реализованному в Maya), а также технологию распределённой визуализации, позволяющую рационально разделять вычислительную нагрузку между несколькими компьютерами. Включаемая в 3ds Max версия mental ray поставляется с набором инструментария, позволяющим относительно просто создавать множество различных эффектов
V-Ray
Высококачественный фотореалистичный визуализатор, спроектированный в качестве плагина для 3ds Max. Популярнейший в русскоязычном пространстве внешний визуализатор компании Chaos Group Архивная копия от 9 марта 2021 на Wayback Machine. Очень часто используется профессионалами, часто заменяя стандартный Scanline и mental ray. Совместим с более старыми версиями 3ds Max. Имеет собственные материалы, камеры, источники освещения и атмосферные эффекты. Также в него встроена «система дневного света»: V-Ray Physical Camera, V-Ray Sky и V-Ray Sun (физическая камера, небо и солнце), использование которых в совокупности позволяет получить хорошие результаты даже при стандартных настройках.
Corona renderВысококачественный фотореалистичный визуализатор. Вышел несколько позднее Vray и быстро завоевал популярность среди визуализаторов архитектуры и дизайнеров интерьеров за простоту настройки и стабильно высокий результат, разделив визуализаторов на два лагеря визуализирующих в Vray и в Corona. В последствии выкупленный компанией Chaos Group, выпускающей Vray. В последних версиях использует физический материал (Phisical material) который минимизирует возможность создания физически некорректного материала. Включает в себя удобный фрейм буфер (окно для просмотра финального изображения), в котором можно в реальном времени настраивать экспозицию изображения и накладывать линзовые эффекты прямо во время просчёта картинки. Так же имеет встроенные механизмы подавления шума в изображении как для финального просчёта, так и во время интерактивного просчёта, когда картинка обновляется вместе с редактирование сцены.
RenderMan
Стороннее средство подключения к конвейеру RenderMan, также полезно в тех случаях, когда требуется интеграция 3ds Max с системой визуализации Renderman. Конект с 3ds Max происходит с помощью DoberMan.
FinalRender
Внешний визуализатор компании Cebas Архивная копия от 24 ноября 2007 на Wayback Machine. Является наиболее полным фотон-основанным визуализатором, уступая по своим возможностям только mental ray. Преимущество заключается в плотной интеграции с другими решениями Cebas Архивная копия от 24 ноября 2007 на Wayback Machine, обеспечивающими широкий спектр разнообразных атмосферных, линзовых эффектов и пр., чего нет у других визуализаторов.
Brazil R/S
Высококачественная, фотореалистичная система визуализации изображения, разработанная компанией SplutterFish Llc. В этом визуализаторе присутствует несколько алгоритмов просчёта глобального освещения Global Illumination: QMC и Photon Mapping. Brazil хорошо зарекомендовал себя среди архитекторов, дизайнеров и художников компьютерной графики, благодаря простоте настроек, стабильности и качественному результату визуализации.
Fryrender
Фотореалистичный, основанный на законах физики, спектральный визуализатор. Создан компанией RandomControl. Предоставляет возможность получать изображения высочайшего качества и достигать естественного реализма.
Indigo Renderer
Физически корректный рендер. Основная особенность его в том, что все расчеты света, энергии, каустики и т. д. происходят взаимозависимо, что и отличает его от других рендеров, где всё раздельно и определяется самим пользователем.
Maxwell Render
Является первой системой визуализации, в которой принята «физическая парадигма». В основу всей системы положены математические уравнения, описывающие поведение света. Вводя в обращение реальные физические законы, Maxwell Render позволяет избежать длительного и тонкого процесса настройки параметров визуализации, который имеет место в случае большинства визуализаторов, работающих по иным алгоритмам.
LuxRender
Система физически корректной визуализации трехмерных сцен, имеющая открытый исходный код. Для использования системы LuxRender, необходимо экспортировать сцены и модели из редакторов графики с помощью специальных плагинов или скриптов.
Kerkythea
Система визуализации, позволяющая создавать фотореалистичные изображения. Использует физически точные материалы и освещение. Kerkythea 2008 Echo имеет свой собственный редактор сцены и материалов, обладает простым и удобным интерфейсом.
Verge3D
3D рендерер реального времени и сопутствующий инструментарий, предназначенный для создания и отображения интерактивной трёхмерной графики в браузерах.
Arion Render
Гибридный, интерактивный рендер GPU+CPU, разработанный компанией RandomControl, на базе NVIDIA CUDA.
BIGrender
Рендер, способный визуализировать большие изображения. В процессе визуализации разбивает изображение на части и каждую часть сохраняет в отдельном файле.
Sunflow
Система визуализации, позволяющая создавать фотореалистичные изображения, имеющая открытый исходный код. Система Sunflow написана на языке программирования Java. Ориентирован на визуализацию в сфере дизайна.
Krakatoa
Популярный волюметрический рендер от компании Thinkbox Software для быстрой визуализации систем частиц. Работает со множеством систем частиц, как встроенных в 3ds max, так и подключаемых к нему в виде плагинов, например, Thinking particles, FumeFX или RealFlow. Позволяет рендерить огромные массивы частиц, чего нельзя сделать, например, в Scanline, Mental Ray или V-Ray. Позволяет освещать частицы точечными источниками света с просчетом затухания света в облаке частиц. Имеет собственную систему Magma Flow, позволяющую проводить сложные математические операции с каналами частиц и переводить эти данные в различные свойства частиц, например, цвет или плотность.
Corona Renderer
Высокопроизводительный фотореалистичный рендерер. Разработка велась студентом Ondřej Karlík в Чешском Техническом университете в Праге с 2009 года. В августе 2017 года компания производящая Corona стала частью компании Chaos Group, производителя V-Ray.
Hydra Renderer
Высокопроизводительный фотореалистичный рендерер на GPU. Разрабатывается совместно МГУ М. В. Ломоносова и ИПМ имени М. В. Келдыша. Свободно распространяемый, исходные коды открыты.

## Video Post (Видеомонтаж)
Программный модуль Video Post предназначен для обработки изображений трёхмерных сцен в целях реализации специальных графических эффектов, таких как:
- создание композиции путём объединения нескольких изображений в одно;
- фильтрация изображения и реализация таких эффектов, как расфокусировка или ограниченная глубина резкости, блики линз или сияющие ореолы, аналогичные тем, какие имитируются модулем Effects(Эффекты);
- включение в анимацию межкадровых переходов различного типа;
- организация циклов повторения отдельных сегментов анимации и т. п.

### Типы фильтров обработки изображений
- Фильтр Contrast — регулирует контраст и яркость изображения.
- Фильтр Fade — позволяет постепенно уменьшить интенсивность изображения до нуля или, наоборот, постепенно увеличить её от нуля до максимума.
- Фильтр Image Alfa — позволяет заменить некоторые участки альфа-канала (канала прозрачности) изображения маской из файла.
- Семейство фильтров Lens Effects:

Flare (Блики) — создаёт блики на линзах объектива камеры.
Focus (Фокусировка) — создаёт расфокусировку снимка, имитирующую конечную глубину резкости.
Glow (Сияние) — генерирует сияющие ореолы вокруг объектов или материалов.
Highlight (Сверкание) — создаёт сверкающие зеркальные блики в виде звёз
- Фильтр Negative — позволяет инвертировать (заменять на дополнительные) цвета изображения, формируя его цветной негатив.
- Фильтр Pseudo Alfa — позволяет создать мнимый альфа-канал прозрачности у тех изображений, которые его не имеют.
- Фильтр Simple Wipe — позволяет постепенно стереть изображение с экрана, как бы скрывая его за выдвигающейся шторкой чёрного цвета, или постепенно открывая изображение, отодвигая шторку.
- Фильтр Starfield — позволяет синтезировать реалистичную картину звёздного неба, к которой при необходимости можно применить эффект смазывания.

### Типы фильтров композиции
- Фильтр Adobe Premiere Transition — обеспечивает возможность создания видеоэффектов межкадровых переходов приложения Adobe Premiere.
- Фильтр Alfa Compositor — позволяет создать композицию из двух изображений, поместив изображение, стоящее в очереди первым, поверх изображения, стоящего в очереди вторым.
- Фильтр Cross Fade Transition — позволяет организовать эффект наплыва — постепенное проявление изображения, соответствующего второму событию.
- Фильтр Pseudo Alfa — позволяет объединить два изображения, не имеющих канала прозрачности.
- Фильтр Simple Additive Compositor — позволяет выполнить микширование изображения нижнего слоя наплывом изображения верхнего слоя, то есть создать эффект постепенного проявления изображения верхнего слоя на фоне изображения нижнего слоя.
- Фильтр Simple Wipe — позволяет как бы надвинуть поверх одного изображения шторку со вторым изображением или, наоборот, сдвинуть изображение верхнего слоя в сторону, открывая нижнее[7].

## Плагины
3ds Max обладает довольно обширной базой стандартных средств, облегчающих моделирование всевозможных спецэффектов. Помимо стандартной базы существует масса дополнительных средств (плагинов) позволяющих не только создавать значительно более реалистичные эффекты огня, воды, дыма, но содержащие дополнительные инструменты моделирования. Плагины являются внешними встраиваемыми модулями, которые продаются отдельно от пакета 3ds Max или же распространяются бесплатно через Интернет. Данные программы создаются как крупными компаниями, специализирующимися по разработке программного обеспечения, так и простыми разработчиками-энтузиастами. Дополнительных модулей для 3ds Max настолько много, что количество инструментов предлагаемых ими во много раз превосходит комплект стандартных средств 3ds Max. Плагины упрощают выполнение многих задач — например, позволяют расходовать меньше времени на просчёт визуализации или ускоряют моделирование объектов, благодаря разнообразным модификаторам и дополнительным функциональным возможностям. Такие дополнительные модули как Particle Flow, Cloth FX, Reactor, — стали настолько популярны, что было решено интегрировать их в программу 3ds Max и теперь они являются частью программы. Ниже представлен список некоторых плагинов для 3ds Max:
- FumeFX — фотореалистичные эффекты огня, языков пламени, дыма и так далее.
- Phoenix FD — аналог FumeFX от Chaos Group для создания огня и дыма.
- DreamScape — реалистичные ландшафты, горы, небо, атмосферные эффекты и так далее.
- AfterBurn — фотореалистичные эффекты облаков, дыма, взрыва и так далее.
- GrowFX — растения любого вида: от пальм и лиан до сосен, от цветов до крупных широколиственных деревьев и т. д. Каждое растение созданное с помощью этого плагина можно свободно анимировать[11].

## MAXScript
MAXScript — это встроенный в 3ds Max язык макропрограммирования, обеспечивающий пользователям следующие возможности:
- создание сценариев хранящихся в файлах типа *.ms, которые воспроизводят все функциональные возможности 3ds Max, такие как построение геометрических моделей, расстановка осветителей и камер, назначение материалов, визуализация и анимация объектов сцены;
- создание макросов, хранящихся в файлах типа *.mcr и описывающих свойства новых кнопок на панелях инструментов;
- создание ваших собственных свитков для командной панели Utilities (Утилиты) и окон диалога, имеющих стандартный для программы интерфейс;
- написание собственных модулей для работы с сетчатыми оболочками;
- организация обмена данными с другими приложениями Windows посредством механизма OLE;
- автоматическая запись всех действий, производимых пользователем, в виде набора макрокоманд и так далее[7].